# Молчун (фильм, 1968)
«Великое молчание» (Il grande silenzio) или «Молчун» — спагетти-вестерн Серджо Корбуччи (1968), главные роли в котором исполнили Жан-Луи Трентиньян и Клаус Кински. Музыку написал Эннио Морриконе.

## Сюжет
Великая метель 1899 года засыпала снегом все Соединённые Штаты от Калифорнии до Флориды. Погребена под снегами и территория Юта. Чтобы прокормиться, беднейшие собираются в шайки и промышляют грабежом. Власти назначают награды за их головы. Наступает сезон отстрела неудачников. От истязания и умерщвления своих жертв получает неподдельное удовольствие Локо — многоопытный убийца по найму. Теперь закон на его стороне…
Путь убийцы-психопата пересекает таинственный стрелок по прозвищу Молчун. Родственники жертв Локо обращаются к незнакомцу с просьбой отомстить их обидчику. Позднее выясняется, что у того есть и собственные причины искать справедливости…

## В ролях
| Актёр              | Роль                                                |
| ------------------ | --------------------------------------------------- |
| Жан-Луи Трентиньян | Гордон-младший (Молчун)                             |
| Клаус Кински       | Локо (в итальянской версии Тигреро)                 |
| Вонетта Макги      | Полин Миддлтон                                      |
| Франк Вольф        | шериф Гидеон Бёрнетт (в итальянской версии Корбетт) |
| Луиджи Пистилли    | Генри Полликат                                      |
| Марио Брега        | Мартин                                              |
| Карло Д'Анджело    | губернатор Юты                                      |
| Мариза Мерлини     | Реджина, хозяйка салуна                             |
| Раф Бальдассарре   | Санчес (в итальянской версии Бобо Шульц)            |
| Спартако Конверси  | Уолтер                                              |

## Съёмки
Фильм снят в Доломитовых Альпах на севере Италии. Ряд сцен поставлен в римской студии, причём вместо снега использовалась пена для бритья. Жан-Луи Трентиньян, один из самых популярных и востребованных актёров Франции, согласился поработать в не вполне респектабельном жанре евро-вестерна при условии, что за весь фильм ему не придётся произнести ни слова.

## Пессимизм
Корбуччи в некоторых сценах полемизирует со вторым фильмом долларовой трилогии Серджо Леоне. Хотя в ряде стран «Молчун» заканчивался «воскресением» провалившегося под лёд шерифа и торжеством справедливости, в европейском прокате фильм получил неожиданно мрачную для вестерна концовку, которая ставит под сомнение культ верховенства закона, прославляемый в классических фильмах Джона Форда. Коммунист Корбуччи разделяет скептический взгляд на законность как на классово обусловленное явление, один из инструментов закрепощения низов в руках правящего класса. Служители закона представлены в фильме как марионетки капитала. Эта социальная проблематика перекликается с протестными движениями конца 1960-х.

## Влияние
«Молчун» стал культовым спагетти-вестерном среди синефилов. Михаэль Ханеке сравнивал его с оперой «Коронация Поппеи», а Квентин Тарантино нашпиговал отсылками к Корбуччи свою ленту «Омерзительная восьмёрка». Новую для вестерна идею кровопролития на снегу после Корбуччи использовали Клинт Иствуд («Бледный всадник») и братья Коэны («Фарго»).